# 세인트피터구 (앤티가 바부다)

세인트피터구의 위치

세인트피터구(영어: Saint Peter Parish)는 앤티가 바부다의 앤티가섬에 위치한 구로 행정 중심지는 파럼이며 면적은 32.37km2, 인구는 5,439명(2001년 기준)이다.